# Maryse Perreault
Pour les articles homonymes, voir Perreault.
Maryse Perreault, née le 4 juin 1964 à Windsor, est une patineuse de vitesse sur piste courte canadienne.

## Carrière
Née à Windsor le 4 juin 1964, Maryse Perreault, grande sœur d'Annie Perreault, commence le patinage de vitesse sur piste courte à l'âge de 11 ans. De 1981 à 1990, elle fait partie de l'équipe nationale canadienne.
En 1982, elle remporte les Championnats du monde de patinage de vitesse sur piste courte. L'année suivante, elle arrive troisième, et en 1986 et 1989, elle finit deuxième. De 1981 à 1990, à part une médaille d'argent en 1986, elle prend l'or au relais féminin à chaque édition des Championnats du monde.
En 1988, aux épreuves de patinage de vitesse sur piste courte aux Jeux olympiques de 1988, elle prend le bronze au relais du 3 0000 mètres.
En 1992, elle rejoint le Temple de la renommée olympique du Canada.